# Aplosonyx pictus
Aplosonyx pictus (лат.) — вид жуков-листоедов рода Aplosonyx из подсемейства козявки (Galerucinae, Chrysomelidae). Распространен в Юго-Восточной Азии (Ганьсу, Шэньси, Китай). Мелкие жуки (длина тела около 5 мм). Этот вид можно отличить от других видов по каждому надкрылью с двумя продольными чёрными полосами, а на вершине — с одним чёрным пятном. Голова, усики, переднеспинка, надкрылья и ноги жёлтые, вертекс, скутеллюм и вентральная поверхность тела чёрные, переднеспинка с чёрным пятном посередине. Этот вид отличается от сходного A. tianpingshanensis тем, что вершина эдеагуса отчётливо заострена; при боковом виде вершина умеренно изогнута. Голова маленькая, лобные бугорки отчётливые, усики тонкие, доходят до середины каждого надкрылья, в целом три базальных антенномера блестящие, антенномер 2 самый короткий, антенномер 3 длиннее антенномера 2, антенномер 4 самый длинный и длиннее антенномеров 2 и 3 вместе взятых. Пронотум шире головы, почти в 2 раза шире её длины.